# 수르 SC
수르 SC(아랍어: نادي صور الرياضي)는 수르를 연고로 하는 오만의 축구단이다. 현재 오만 1부 리그에 참가하고 있다.

## 우승
- 오만 프로리그: 1994–95, 1995–96
- 술탄 카부스컵: 1973, 1992, 2007, 2019
- 오만 1부 리그: 2010–11

## 선수 명단

### 현역
참고: FIFA 자격 규정에 따라 소속된 국가대표팀 국기를 표시합니다. 선수는 복수의 FIFA 비회원국 국적을 가지고 있을 수 있습니다.
| 번호 | 포지션 | 국적         | 이름              |
| ---- | ------ | ------------ | ----------------- |
| 6    | DF     | 코트디부아르 | 불리기비아 와타라 |

| 번호 | 포지션 | 국적 | 이름 |
| ---- | ------ | ---- | ---- |